# 川崎聡
川﨑 聡（かわさき さとし、1965年8月15日 - ）は、テレビ西日本のアナウンサー。広島県呉市出身。

## 人物・経歴
入社後の4年間は報道記者として活動。その後アナウンス担当部署に移り、スポーツ部兼属となる。
配置転換後はスポーツ実況を始め、1998年から約8年間『めざましテレビ』のTNC担当リポーターを務めた。在福局アナウンサーの中で、福岡ダイエーホークス時代、最初に日本シリーズで実況を行った。
『DREAM競馬』は、小倉開催時のプロデューサーも兼ねていた。夏競馬中継における大坪元雄との掛け合いは番組の名物のひとつになっている。なお、2008年冬開催は『めざまし』の後任でもある高山梨香ともどもスタジオ担当となり、実況は大谷真宏が務めた。
姓の「さき」の字は、正式には地元プロ野球チームの人気選手・川﨑宗則と同じ「﨑」であるが、以前はPCや印刷物などでは表記しにくい（機種依存文字）ためか、普通の「崎」を使用していたこともある（最近はコンピュータ技術の発達により、放送でも「川﨑」と出るケースが多い）。
2008年3月31日、『TNCスーパーニュース』が時間拡大した際、もともと報道記者として入社したことを買われて牧尾結衣とともにメインキャスターに起用された。その後、高橋幸平の定年退職で田久保尚英がアナウンストップ・夕方ニュースの担当になったため、再びスポーツ部兼属となり、現在はスポーツのメインアナウンサーとなった。また、高橋が務めていたTNCの放送用語管理に関する職務と新人教育担当を引き継いでいる。2010年には四位知加子を育てた。
現役アナウンサーでブログを立ち上げたのは最後であり、2010年11月になってスタートした。

## 現在の担当番組
- 各種スポーツ実況
- 定時ニュース（不定期担当・主に平日昼、深夜）
- FNN Live News days、Live News イット!（いずれも土曜・日曜を担当）
- ピタッとTNC-広報番組（ナレーション）
- 系列用語委員

## 過去の担当番組
- プロ野球ニュース
- ただいまテレビ
- めざましテレビ
- FNNスピーク（2007年女性キャスター陣夏休み時期に代役として担当）
- TNCスーパーニュース（2008年3月31日-2009年3月27日）
- 女子アナあわー アナ♥てな ナレーション
- アナログ放送終了時の特別版クロージング（2011年7月24日）
- ももち浜S特報ライブ（ナレーション）

## 主な実況歴
- 小倉大賞典（1993年～1997年, 2000年～2003年, 2005年, 2015年, 2016年）
- 中京記念（1993年, 1994年）
- 小倉サマージャンプ（2000年, 2002年, 2003年）
- テレビ西日本賞北九州記念（1992年, 1993年, 1995年～1997年, 1999年～2009年）
- 小倉記念（1992年～1997年, 1999年～2009年, 2016年, 2019年）
- 小倉2歳ステークス（1992年～1997年, 1999年～2007年, 2009年）
- ウインターステークス（1999年）
- 愛知杯（1999年）